# Pagórek Stołowy
Pagórek Stołowy (ang. Table Hill) – nunatak na Wyspie Króla Jerzego nad północnym wybrzeżem Zatoki Mackellara, powyżej Lodowca Domeyki, na południe od Wzgórza Trzech Muszkieterów. Wznosi się na ok. 200 m n.p.m. 
Nazwa nadana przez polską ekspedycję antarktyczną nawiązuje do płaskiego szczytu nunataka.